# Olethreutinae
Olethreutinae es una subfamilia de lepidópteros ditrisios de la familia Tortricidae. Tiene las siguientes tribus.

## Tribus
- Bactrini - Enarmiini - Enarmoniini - Endotheniini - Eucosmini - Gatesclarkeanini - Grapholitini - Microcorsini - Olethreutini.[1]

## Ciclo vital
Ciclo vital de Eumarozia malachitana (Olethreutini)

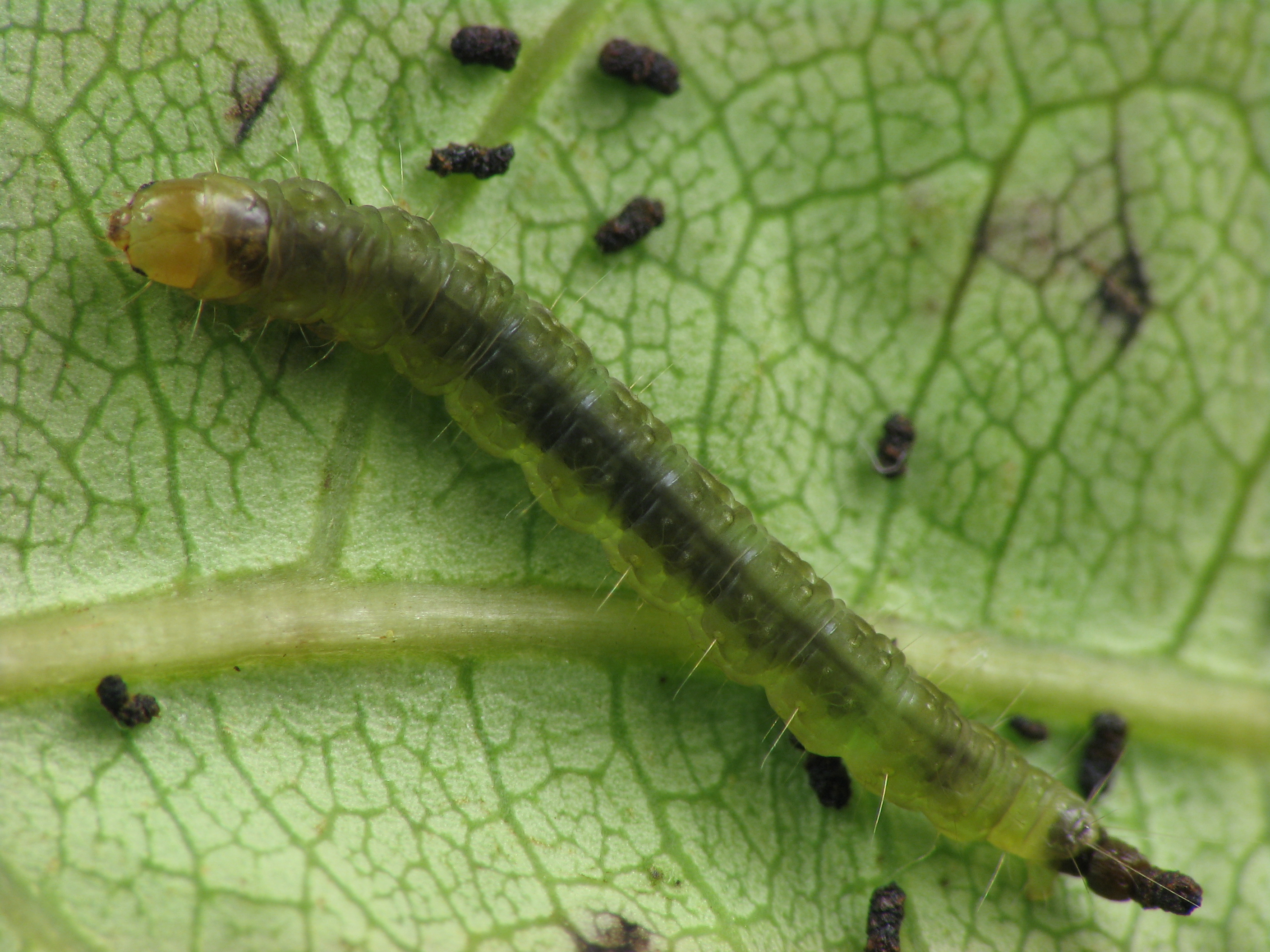
Larva en hoja enrollada
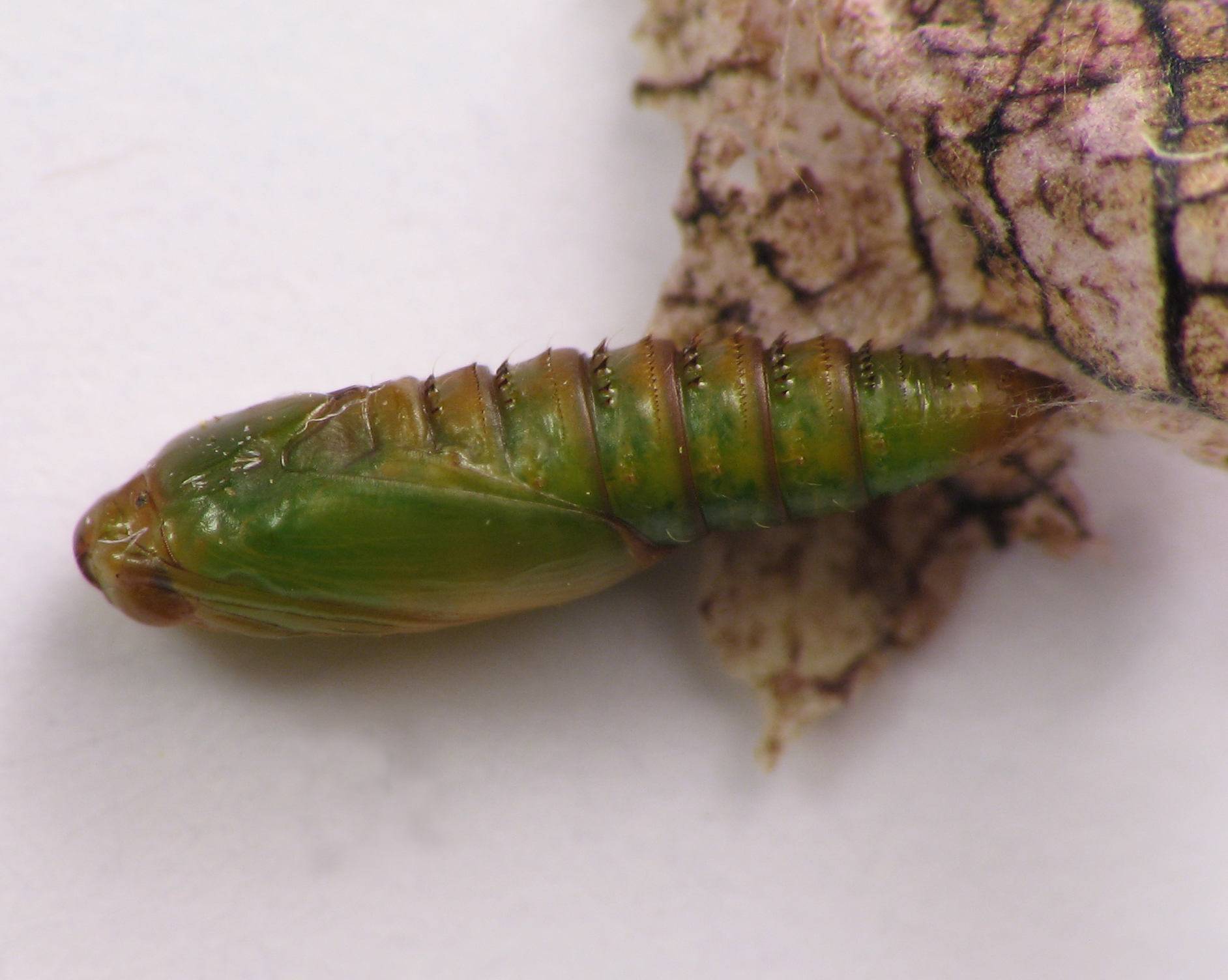
Pupa
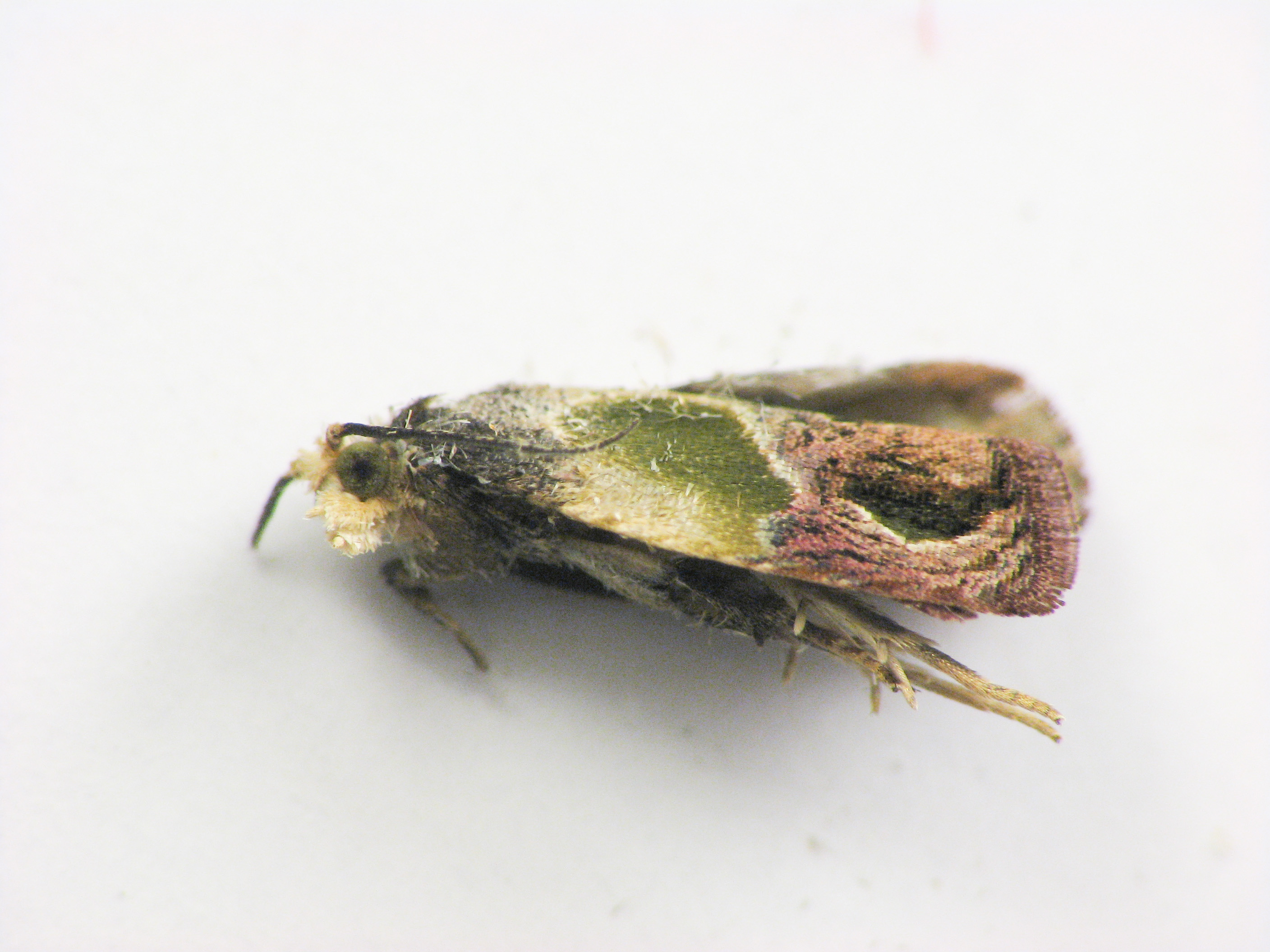
Adulto